# Tom Køhlert
Tom Køhlert, född 30 april 1947, är en dansk före detta fotbollstränare. Han förde Brøndby IF till klubbens första mästerskap år 1985 och var även mannen bakom klubbens Royal League-seger 2007 samt cupvinst 2008. Han slutade med att träna på elitnivå i 2008 och avslutade karriären som chefstränare för lilla serieklubben Vallensbæk IF39 2011-2015.